# Rokity (województwo zachodniopomorskie)
Rokity (niem. Rackitt, Kreis Pyritz) – wieś w Polsce położona w województwie zachodniopomorskim, w powiecie pyrzyckim, w gminie Kozielice.
W latach 1975–1998 miejscowość położona była w województwie szczecińskim.